# حکاکی روی فلز

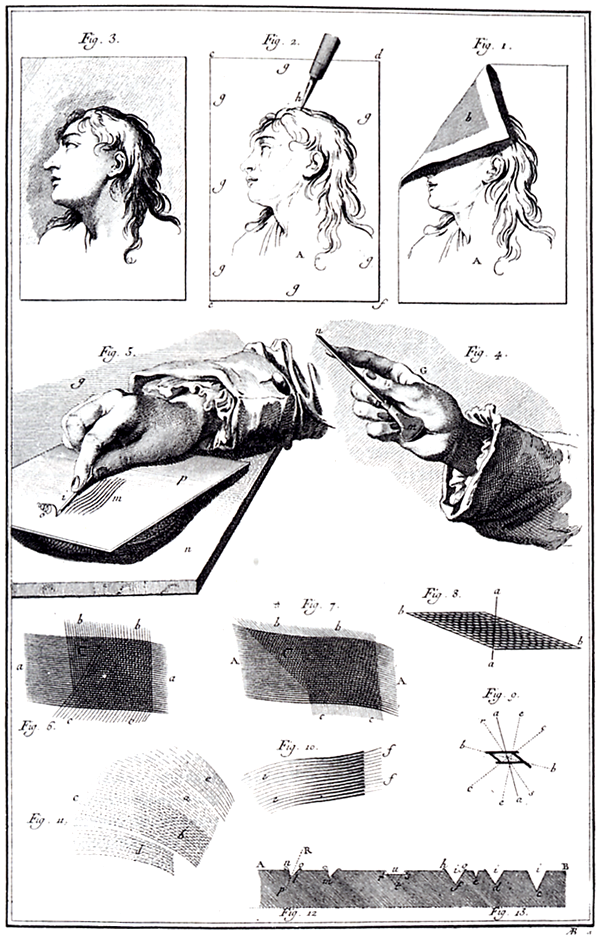
حکاکی روی فلز: شکل ۱ طرح تصویر در پشت ورق کاغذ نقاشی می‌شود زیرا حکاکی روی صفحه چاپ، مثل آینه معکوس است. شکل ۲–۳ خطوط و طرح قابل رویت درپشت ورق کاغذ، دوباره نقاشی شده تا واضح شود و سایه و روشنهاها اعمال می‌شود. شکل ۴–۵ حکاکی روی ورق فلزی. نحوه کار و نحوه نگه داشتن قلم. شکل ۷–۱۱ با تکرار برش، عمق شیار افزایش داده می‌شود تا شدت تیرگی رنگ به شکل مطلوب تنظیم شود. شکل۱۲–۱۳ حکاکی روی صفحه چاپ

حکاکی روی فلز (به ایتالیایی: Chalcography؛ به انگلیسی: Engraving) یکی از انواع شیوه‌های تولید چاپ دستی (هنری) است. از این روش فنی، هم برای حک تصویر و هم حک حروف و کلمات استفاده می‌شود. سابقه این فن به صنعت ساخت نقش و نگار بر روی اسلحه و زینت آلات در قرون وسطی برمی گردد.
قدیمی‌ترین نمونه‌های شناخته شده از جنس مس بوده و مربوط به سال ۱۴۴۶ میلادی می‌شوند. این نمونه‌ها در آلمان ساخته شده‌اند و ظاهراً این فن درآنجا تکامل داده شده‌است. حکاکی روی صفحهٔ فلزی که سابقاً بیشتر از جنس مس بوده‌است توسط قلم حکاکی و مغار کنده کاری انجام می‌شود. استفاده از قلم، چاقو و مغار حکاکی نیاز به مهارت شخصی دارد.

## روش پیشروی
همان‌طور که از نامش پیداست، حکاکی روی فلز، یکی از انواع حکاکی است و از بسیاری جهات به دیگر انواع کنده کاری روی دیگر مواد از جمله چوب، شباهت دارد. با این تفاوت که حکاکی روی مواد سخت، مانند فلز، علاوه بر جنبه تزئینی، مقدمه ای برای ابداع و تکمیل صنعت ابتدایی چاپ بوده‌است. برای شروع، تصویر یا نوشته‌ای انتخاب شده و با کاغذ نازکی روی آن پوشانده می‌شود. سپس عین این تصویر یا نوشته که از زیر کاغذ نازک، قابل مشاهده است، نقاشی می‌شود. سپس کاغذ نقش دار را پشت و رو می‌کنند و بار دیگر خطوط قابل رویت در پشت کاغذ را پررنگ می‌کنند. سپس کاغذ نقش دار پشت و رو را طوری که تصویر یا نوشته آن به صورت وارونه، به راحتی قابل دیدن باشد را روی صفحه فلزی که معمولاً مس بوده‌است، قرار می‌دهند. برای ثابت ماندن کاغذ روی صفحه فلزی، در هنگام کنده کاری، فنون مختلفی وجود دارند. از جمله این که قبل از گذاشتن کاغذ روی صفحه فلزی، سطح صفحه فلزی را موم اندود می‌کنند. البته لایه موم باید نازک و یکنواخت باشد. بعد از آنکه کاغذ به خوبی روی صفحه فلزی تثبیت شد با چاقوی مخصوص یا مغار که دارای شیار براده است، خطوط روی کاغذ، روی صفحه فلزی تراشیده می‌شود. تراشیدن خطوط نیاز به مهارت شخصی دارد، اما انتخاب مغار مناسب؛ و ایجاد خراشهای متعدد کم عمق، اساس آن است. بعد از آن که نقش روی کاغذ، به صورت وارونه، روی صفحه فلزی، تا اندازه ممکن، حک شد، کاغذ از روی صفحه برداشته می‌شود. در این مرحله صنعت‌گر باید با اتکاء به مهارت خود، شیارهای رو صفحه فلزی را تکمیل کند و سایه و روشنها را با تنظیم عمق شیارها، اعمال کند. بعد از تکمیل کار، می‌توان سطح صفحه را مرکب زد، طوری که اگر کاغذی روی آن قرار دهیم نقش روی صفحه فلزی به صورت نقش اولیه روی آن بماند؛ یعنی اگر کاغذی را روی صفحه فلزی آلوده به مرکب قرار دهیم، بعد از وارونه کردن کاغذ، نقش نوشته‌ای که روی آن باقی مانده، قابل خواندن باشد. (به صورت عکس نگاتیو)
این روش بعدها برای تولید مهر تکمیل شد. اگر تصویر اصلی را معکوس نکنیم طوری که نوشته روی صفحه فلزی مستقیماً قابل خواندن باشد.
می‌توان روی صفحه را با موم، سرب یا ماده نرمی پوشاند و از میان دستگاه غلتک عبور داد یا زیر دستگاه پرس گذاشت. تا تصویر یا نوشته روی صفحه به صورت برجسته روی سطح لایه موم، ثبت شود. نقش ثبت شده نوعی مهر ابتدایی مومی خواهد بود.